# ۳۹۹ (پیش از میلاد)
۳۹۹ (پیش از میلاد) ۳۹۹مین سال قبل از تقویم میلادی است.

## رویدادها
- ۱۵ فوریه - مقامات آتنی سقراط را به اتهام بی‌ایمانی و فاسد کردن جوانان به مرگ محکوم کردند و او با نوشیدن جام شوکران به زندگی خود پایان داد.

## درگذشتگان
- ۱۵ فوریه - سقراط، فیلسوف یونانی